# 赭山
赭山，位于中国安徽省芜湖市市中心，因山石呈赭色而得名。有大小两座山峰，其中大赭山海拔84.8米，小赭山海拔67.9米，占地面积48公顷。此山土石呈殷红色，因而得名。由于此山是芜湖市区一带海拔最高的一座山丘，历来是登高俯瞰城池及远眺长江的胜地。

## 概述
“赭塔晴岚”为芜湖八景之首。近年则增建不少游乐设施。登赭山之巅，江城秀色尽收眼底。因有“四时不谢之花，终年常青之树”，宋代黄庭坚、林逋、张孝祥、郭祥正，元代欧阳玄，清代宋琬、圾昶、邓世杰、黄钺、萧云从、汤燕生等文人名士都曾登临，留下许多脍炙人口的诗文。山上，有一览亭、皖江中学堂、中山堂、舒天阁、著名教育家刘希平先生墓、抗日名将戴安澜将军墓等古迹。

### 戴安澜将军墓
- 戴安澜烈士墓
- 戴安澜将军像
- 戴安澜烈士简介
- 戴安澜烈士挽词

## 芜湖市赭山风景区
芜湖市赭山风景区由赭山公园、陆和村茶艺博物馆和全国重点寺庙广济寺三部分组成，占地面积约63万平方米。该风景区于2006年被国家旅游局评为国家4A级旅游景区。